# Nyerd meg az életed
A Nyerd meg az életed (hangul: 오징어게임, Odzsingogeim, RR: Ojingeogeim), angol címén Squid Game a Netflix 2021-ben bemutatott, thriller műfajú saját gyártású koreai televíziós sorozata, melyet Hvang Donghjok (Hwang Donghyeok) írt és rendezett. A főbb szerepekben I Dzsongdzse (Lee Jung-jae), Pak Heszu (Park Hae-su) és Ü Hadzsun (Wi Ha-joon) látható. A történet egy túlélőjátékról szól, melyben 456, súlyos anyagi helyzetben lévő játékosnak koreai gyerekjátékokat kell játszaniuk a több tízmilliárdos nyeremény reményében, azonban a vesztesek nem egyszerűen kiesnek, hanem meghalnak. Hvang a történettel, amelyet már 2009-ben megírt, azonban sokáig nem talált hozzá produkciós céget, a dél-koreai társadalom súlyos osztályegyenlőtlenségeit és a mindenkori kapitalizmust vonja kíméletlen kritika alá, a sorozat célja ugyanakkor a sajátosan dél-koreai osztályharc bemutatása is egyben.
A sorozat első évada egy hónap alatt 111 milliós nézettséget ért el, amellyel a Netflix valaha volt legsikeresebb saját sorozata lett, valamint 1,65 milliárd órányi megtekintéssel a valaha volt legtöbbet megtekintett tartalommá vált a Netflixen. A sorozat első évadát tizennégy Primetime Emmy-díjra és három Golden Globe-díjra jelölték.
A 2024. december 26-án bemutatott második évad újabb rekordot döntött, 68 millióan látták az első hétvégén, amivel a Netflix legnézettebb sorozatpremierje lett. Ezzel egy időben forgatták le a harmadik, utolsó évadot, melyet 2025. június 27-én mutattak be.

## Cselekmény
Szong Gihun, egy elvált, hatalmas adósságokkal rendelkező szerencsejátékfüggő sofőr, aki az anyjával él, egy nap meghívást kap egy rejtélyes játékba. Ennek során különféle gyerekjátékokban kell versengenie, egy elképesztő összegű pénznyereményért. Elfogadja az ajánlatot, majd egy ismeretlen helyre kerül, ahol rajta kívül 455 másik, súlyos pénzügyi gondokkal küzdő játékossal találkozik. Mindannyian zöld egyenmelegítőt viselnek számokkal megjelölve, a rendre pedig fekete maszkot és rózsaszín kezeslábast viselő őrök ügyelnek. A játékot egy titokzatos, fekete uniformist és fekete maszkot viselő egyén, a Frontember (Front Man) felügyeli. A játékosok hamar rájönnek, hogy az, aki veszít, nem egyszerűen kiesik, hanem meghal, és minden halál 10 millió dél-koreai vonnal dobja meg a maximálisan elnyerhető 45,6 milliárdos főnyereményt (kb. 11,8 milliárd forint). Szong más játékosokkal, köztük gyerekkori barátjával, Cso Szanguval, és az Észak-Koreából disszidált Kang Szebjokkal szövetkezik a túlélésért. Eközben egy másik sztoriszálon Hvang Dzsunho nyomozó beszivárog az őrök közé annak érdekében, hogy megtalálja elveszettnek hitt bátyját.
A második évadban Szong, aki három éven át, pénzt és energiát nem sajnálva igyekezett rátalálni a játék szervezőire, hogy bosszút álljon a Frontemberen és véget vessen a játéknak egyszer és mindenkorra, újra bekerül. Ezúttal Dzsunho nyomozó is segít neki, aki rájött, hogy a bátyja a Frontember, aki teljesen átvette az irányítást a játék felett. A célja bebizonyítani Szongnak, hogy a játék soha nem fog véget érni, az emberi természet miatt.

## Szereplők

### 1. évad
Főszereplők
| Szereplő                                       | Színész                       | Magyar hang            |
| ---------------------------------------------- | ----------------------------- | ---------------------- |
| Szong Gihun (Seong Gi-hun) (456-os játékos)    | I Dzsongdzse (Lee Jeong-jae)  | Karácsonyi Zoltán      |
| Cso Szangu (Cho Sang-woo) (218-as játékos)     | Pak Heszu (Park Hae-su)       | Stohl András           |
| Hvang Dzsunho (Hwang Jun-ho)                   | Ü Hadzsun (Wi Ha-jun)         | Fehér Tibor            |
| O Ilnam (Oh Il-nam) (001-es játékos)           | O Jongszu (Oh Yeong-su)       | Csuha Lajos            |
| Kang Szebjok (Kang Sae-byeok) (067-es játékos) | Csong Hojon (Jeong Hoyeon)    | Veszelovszki Janka     |
| Csang Dokszu (Jang Deok-su) (101-es játékos)   | Ho Szongthe (Heo Seong-tae)   | Horváth-Töreki Gergely |
| Abdul Ali (199-es játékos)                     | Anupam Tripathi               | Kovács Lehel           |
| Han Minjo (Han Mi-nyeo) (212-es játékos)       | Kim Dzsurjong (Kim Ju-ryeong) | Majsai-Nyilas Tünde    |

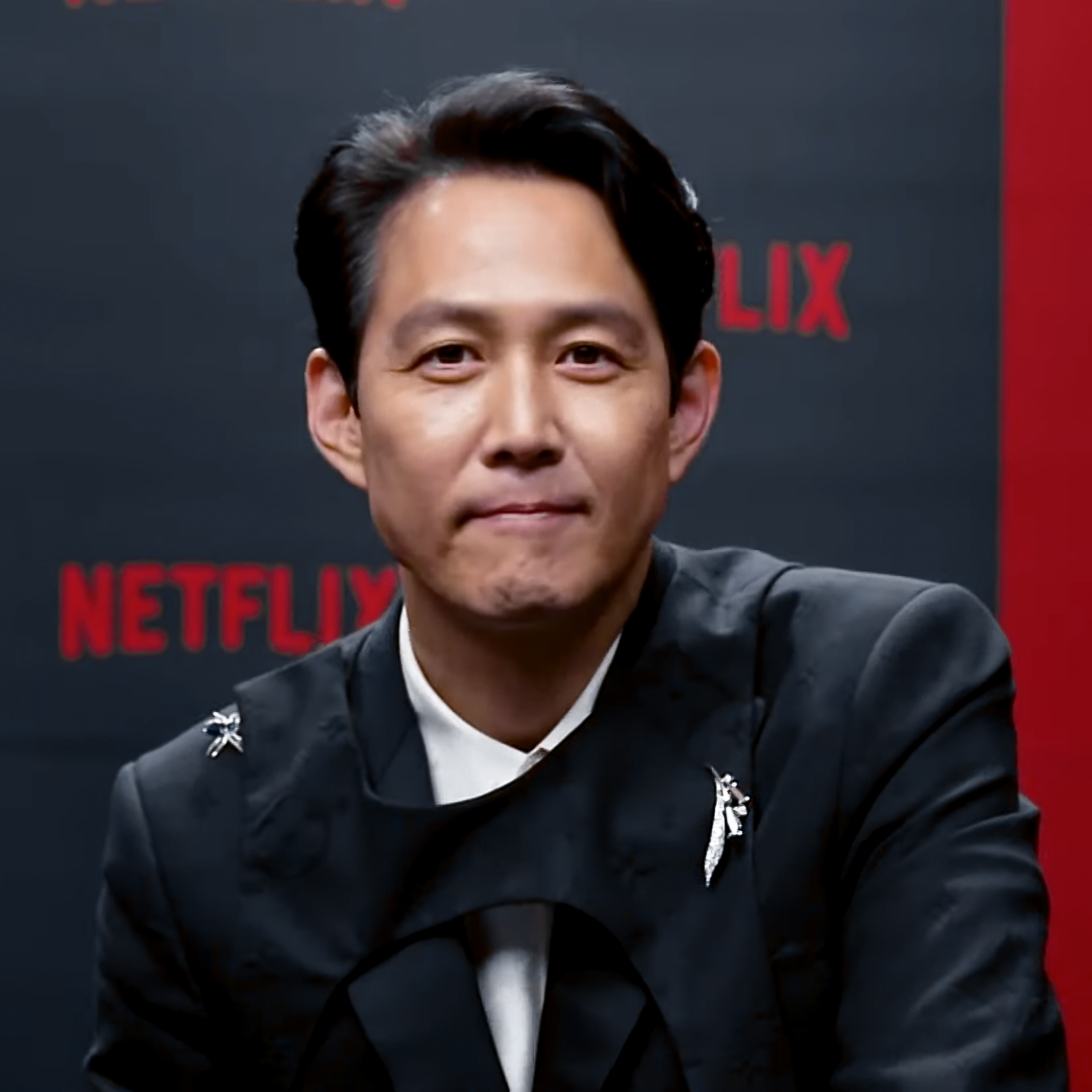
I Dzsongdzse (Lee Jeong-jae)
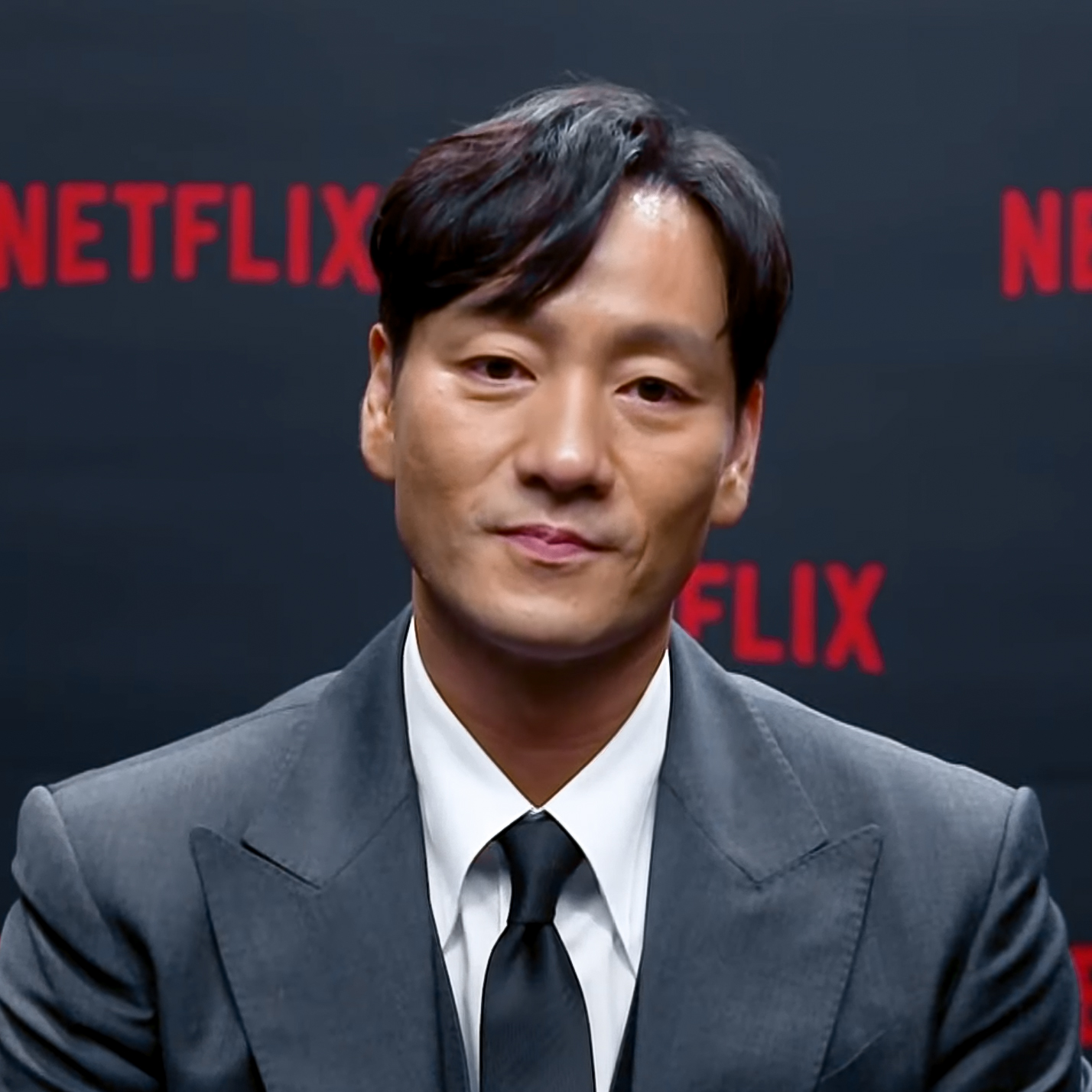
Pak Heszu (Park Haesu)
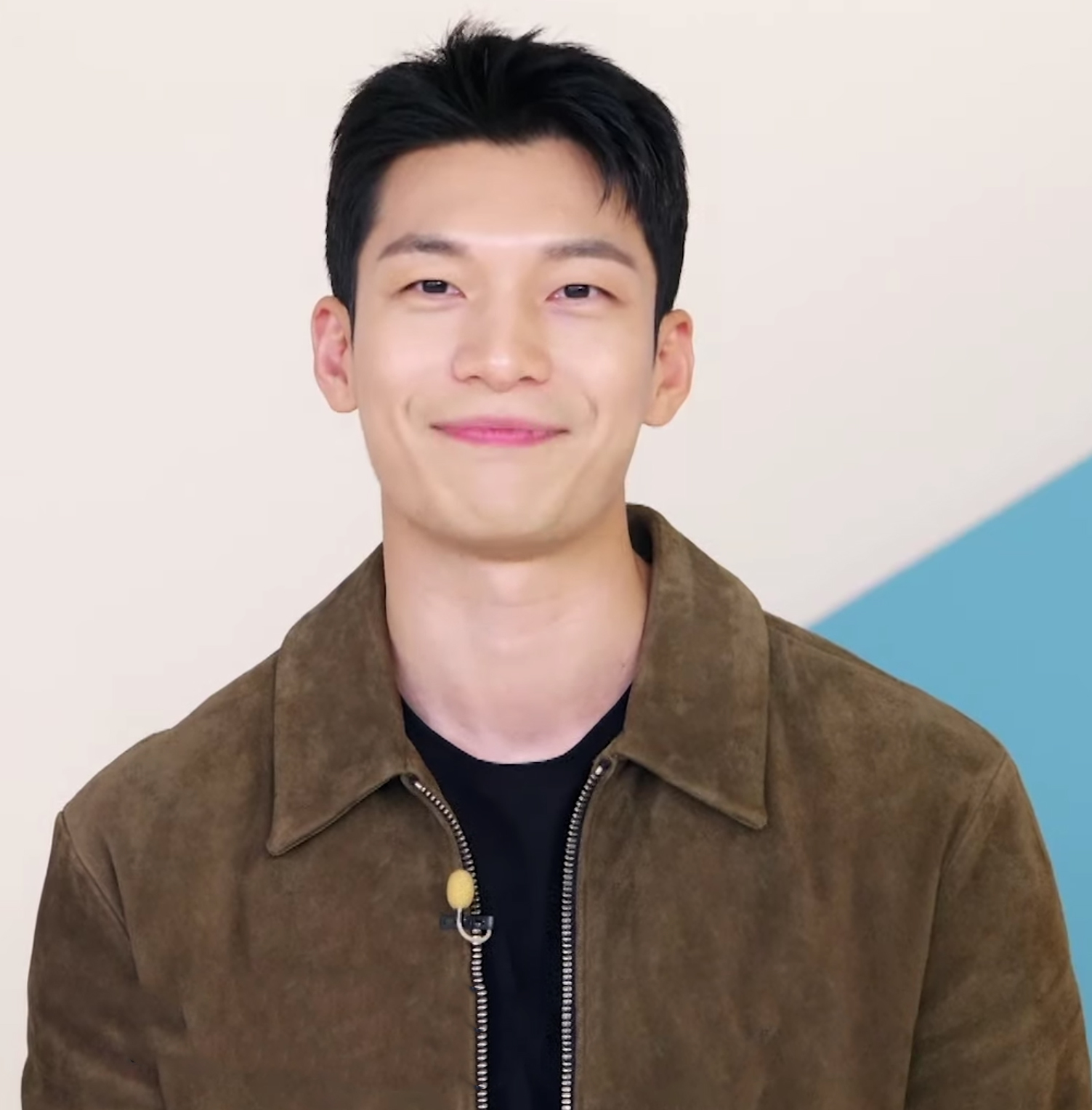
Ü Hadzsun (Wi Hajun)
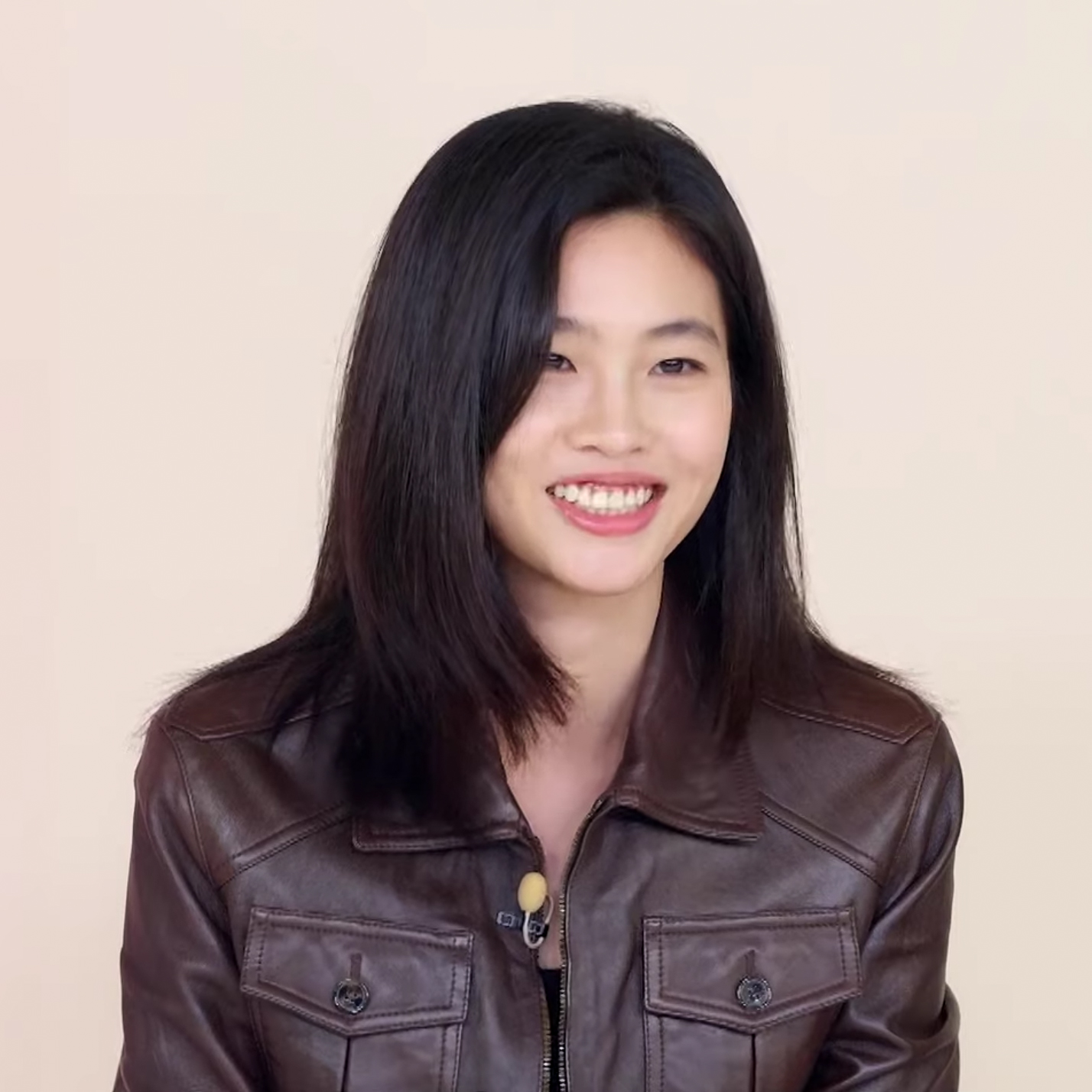
Csong Hojon (Jeong Hoyeon)

További szereplők
| Szereplő          | Színész                      | Magyar hang  |
| ----------------- | ---------------------------- | ------------ |
| Inho / frontember | I Bjonghon (Lee Byeong-heon) | Viczián Ottó |
| Öltönyös férfi    | Kong Ju (Gong Yu)            | Czető Roland |
| maszkos főnök     |                              | Pál Tamás    |

A szinkronfordítást Egressy G. Tamás készítette, a szinkron a Mafilm Audio Kft. stúdiójában készült.

## Évadáttekintés
| Évad | Évad | Epizódok | Eredeti sugárzás     | Eredeti adó        | Magyar sugárzás   | Magyar adó |
| ---- | ---- | -------- | -------------------- | ------------------ | ----------------- | ---------- |
|      | 1.   | 9        | 2021. szeptember 17. |                    | 2021. december 9. |            |
|      | 2.   | 7        | 2024. december 26.   | 2024. december 26. |                   |            |
|      | 3.   | 6        | 2025. június 27.     | 2025. június 27.   |                   |            |

## Epizódok

### Első évad (2021)
| # | Cím                                           | Rendező                          | Író                              | Premier                                           |
| --- | --------------------------------------------- | -------------------------------- | -------------------------------- | ------------------------------------------------- |
| 1. | Piros lámpa, zöld lámpa (무궁화 꽃이 피던 날) | Hvang Donghjok (Hwang Donghyeok) | Hvang Donghjok (Hwang Donghyeok) | 2021. szeptember 17. 2021. december 9. (szinkron) |
| Szong Gihun (Seong Gi-hun) szerencsétlen életet él, ráadásul egy csomó pénzzel tartozik uzsorásoknak is. Egyik nap a metróállomáson egy rejtélyes, jól öltözött férfi egy ttakcsi (ddakji) nevű játékra invitálja őt, amellyel nyer is százezer von (won)t. A férfi átad neki egy furcsa névjegykártyát azzal, hogy ha még több pénzt szeretne nyerni, jelentkezzen. El is fogadja, ám egyszercsak elkábítják, majd egyenruhában ébred 455 másik játékossal együtt egy különös helyszínen. Valamennyien kaptak egy sorszámot, rájuk pedig különös, vörösbe öltözött maszkos férfiak vigyáznak, akiket egy fekete maszkos férfi, a Frontember irányít. Valamennyi játékosban közös, hogy súlyos pénzzavarral küzdenek, és nagy szükségük lenne a főnyereményre, ami több milliárd von. Ehhez mindössze annyit kell tenniük, hogy hat nap alatt megnyernek hat játékot. Szong (Song) összebarátkozik a 001-es játékossal, aki egy idős úr, és felismeri a játékosok közt gyerekkori barátját, Cso Szangut (Cho Sang-woo-t), és a 067-es játékosban az őt korábban kifosztó zsebtolvajt. Az első játék a "Piros lámpa, zöld lámpa" egy klasszikus gyerekjáték, ahol egy óriási robotkislány áll háttal a részvevőknek, akiknek a szintidő alatt el kell érniük a célvonalat. Amikor a kislányfej megfordul, meg kell merevedniük és nem szabad mozdulniuk, mert aki mozog, az kiesett. Amit azonban a játék szervezői nem mondtak el, az az, hogy aki kiesik, azt agyonlövik. Hatalmas pánik tör ki, több tucat ember meghal, Szong (Song) viszont a 199-es játékos, egy pakisztáni vendégmunkás segítségével teljesíti a feladatot. |                                               |                                  |                                  |                                                   |
| 2. | Pokol (지옥)                                  | Hvang Donghjok (Hwang Donghyeok) | Hvang Donghjok (Hwang Donghyeok) | 2021. szeptember 17. 2021. december 9. (szinkron) |
| Csak 201 játékos maradt életben és közülük is többen könyörögnek, hadd távozhassanak. Ez azonban lehetetlen, kivéve ha a játékosok többsége a befejezés mellett voksol. A 001-es játékos szavazatával végül 101-100 arányban úgy döntenek: hazamennek. Szong (Song) azonnal a rendőrségre megy, ahol senki nem hisz neki, kivéve Hvang Dzsunho (Hwang Jun-ho) nyomozót, akinek a testvére hasonló körülmények közepette tűnt el. Közben valamennyi játékosnak felajánlják a visszatérés lehetőségét, és többen a való életben tapasztalt nyomorúság miatt élnének is a lehetőséggel. Szong (Song) anyjáról kiderül, hogy cukorbeteg és meg kell műteni az elüszkösödött lábát, Szangu (Sang-woo) nyomában az adóhatóság jár, a 001-es játékosnak végstádiumú agydaganata van, a 067-es játékos ki akarja csempésztetni a szüleit Észak-Koreából, a testvérét pedig a gyermekotthonból, a 199-es játékos megtámadta a főnökét, amiért hónapok óta nem hajlandó kifizetni a járandóságát, a 101-es játékos pedig piti gengszter, aki játékadósságokba keveredett. Dzsunho (Jun-ho) titokban követi Szongot (Song-ot), amikor azt a maszkos férfiak elrabolják. |                                               |                                  |                                  |                                                   |
| 3. | Az esernyős férfi (우산을 쓴 남자)            | Hvang Donghjok (Hwang Donghyeok) | Hvang Donghjok (Hwang Donghyeok) | 2021. szeptember 17. 2021. december 9. (szinkron) |
| Dzsunho (Jun-ho) sikeresen bejut a játék helyszínére, magát maszkos rendfenntartónak álcázva, és rájön, hogy a helyszín egy eldugott sziget. A játékosok most már jóval felkészültebbek és szövetségeket kezdenek el kötni. Szong (Song), Szangu (Sang-woo), a 001-es és a 199-es játékos egymás megsegítésére szövetkezik. Elkezdődik a második játék, ahol a versenyzőknek egy előre kiválasztott formát kell kivágniuk időre törökmézhez hasonló talgonából (dalgonából), egy tű segítségével. Akinek nem sikerül időben vagy eltörik a cukorkája, azt agyonlövik. Szangu (Sang-woo) rájön, hogy miről fog szólni a játék, de nem szól a többieknek, hanem szándékosan magának választja a legegyszerűbb formát. Szong (Song) kapja a legnehezebbet, az esernyőt, mégis sikerül időre végeznie, amikor körbenyalja az anyagot, hogy megolvadjon. A 212-es játékos, a nagyszájú és manipulatív nő segít a 101-esnek a megolvasztásban az öngyújtója segítségével. Egy játékos, akinek nem sikerült a feladat, rettegve a haláltól, túszul ejti az egyik őrt és követeli, hogy vegye le a maszkját. Amikor az megteszi, döbbenten látja, hogy egy fiatal fiú, s emiatt öngyilkos lesz, ezután a Frontember lelövi a lelepleződött őrt is, mert kiderült az identitása. |                                               |                                  |                                  |                                                   |
| 4. | Ne tágíts a csapat mellől (쫄려도 편먹기)     | Hvang Donghjok (Hwang Donghyeok) | Hvang Donghjok (Hwang Donghyeok) | 2021. szeptember 17. 2021. december 9. (szinkron) |
| A 111-es játékos, aki orvos, titokban együttműködik az őrök egy részével, kiműti a halott versenyzők egyes szerveit, amit azok a feketepiacon adnak el, cserébe ő meg információkat kap a közelgő játékokról. Szong (Song) rájön, hogy Szangu (Sang-woo) segíthetett volna nekik a törökmézes játékban, mégse tette, de ezt nem mondja el senkinek. Az őrök szándékosan feszültséget gerjesztenek a játékosok között, azért, hogy egymás ellen forduljanak. Dokszu (Deok-su), a 101-es játékos, megöl egy embert, aki a tőle ellopott ételadag miatt reklamál, az őrök pedig nemhogy nem tesznek semmit, de elkönyvelik, hogy a halott kiesett a játékból, a nyeremény összege pedig nő. Így mindenki számára egyértelművé válik, hogy embert is lehet ölni a siker érdekében. Éjszaka, lámpaoltás után, az őrök kis rásegítésével tömegverekedés tör ki, amelyben többen meghalnak. A 067-es játékos, akit Dokszu (Deok-su) életveszélyesen megfenyegetett, Szong (Song) csapatához csatlakozik védelemért. Amikor a rémült és sokkos állapotban lévő 001-es játékos könyörög a verekedőknek, hogy hagyják abba, a Frontember leállítja őket. Szong (Song) csapatának tagjai, hogy elnyerjék egymás bizalmát, elmondják egymásnak a valódi neveiket: a 199-es játékos, a pakisztáni vendégmunkás neve Abdul Ali, a 067-esé Kang Szebjok (Kang Sae-byeok), a 001-es pedig a sokkhatás és az agydaganat miatt nem emlékszik a nevére. Éjszaka a Szong (Song) mellett álló egyik őr köhögéssel üzenetet morzézik. Másnap a harmadik játékhoz azt kérik a résztvevőktől, hogy formáljanak tízfős csapatokat. A kompánia tagja lesz a 240-es játékos. Dokszu (Deok-su) megtudta a bizalmába férkőzött orvostól, hogy a következő játék kötélhúzás lesz, ezért szándékosan erős embereket választott maga köré, egyben megszabadul a 212-es játékostól, Han Minjótól (Han Mi-nyeo-tól), aki így Szong (Song) csapatába kerül. A csapat nagyon gyengének tűnik, ám a 001-es játékos, aki fiatal korában kötélhúzó bajnok volt, elmondja nekik, mire kell figyelniük. |                                               |                                  |                                  |                                                   |
| 5. | Egy korrekt világ (평등한 세상)               | Hvang Donghjok (Hwang Donghyeok) | Hvang Donghjok (Hwang Donghyeok) | 2021. szeptember 17. 2021. december 9. (szinkron) |
| Annak ellenére, hogy gyengébb játékosokból állt a csapat, a 001-es játékos és Szangu (Sang-woo) segítségével megnyerik a kötélhúzó versenyt. Mivel aznap éjjel is támadástól tartanak, úgy döntenek, barikádot állítanak fel és őrködni fognak kettesével, de Dokszu (Deok-su) csapata nem támad. Dzsunho (Jun-ho) rájön, hogy a 111-es játékos és egyes őrök benne vannak a szervkereskedelemben - ugyanis az őr, akinek felvette a személyazonosságát, szintén benne volt az üzletben. A 111-es játékos egy idő után rettentő türelmetlen lesz, amiért nem akarják neki megmondani, hogy mi lesz a másnapi játék, és a boncolást félbehagyva az őrök életére tör. Emiatt a létesítményben riadó tör ki, s maga a Frontember az, aki kivégzi a 111-est, és mindenkit, aki a szervkereskedelemben benne volt. Nem azért, mondja, mert zavarta, hogy a saját szakállukra üzletelnek, hanem azért, mert megsértették a játék legfőbb szabályát: az egyenlőséget, azzal, hogy titkos információkkal előnyhöz juttattak játékosokat. Ezután hajtóvadászat indul Dzsunho (Jun-ho) után, aki betör a központi irodába, ahol az iratokból rájön, hogy a játék már 30 éve zajlik, és a 2015-ös játék győztese az ő testvére, Hvang Inho (Hwang In-ho) volt. |                                               |                                  |                                  |                                                   |
| 6. | Kkanbu (깐부)                                 | Hvang Donghjok (Hwang Donghyeok) | Hvang Donghjok (Hwang Donghyeok) | 2021. szeptember 17. 2021. december 9. (szinkron) |
| A negyedik játékhoz azt kérik a játékosoktól, hogy álljanak párba. A 212-est senki nem választja, így őt elhurcolják. Szangu (Sang-woo), aki jóbarátságba került Alival, őt választja, Szong (Song) a 001-es játékost, akivel törődik az állapota miatt, a 240-es játékos a 067-est, Kang Szebjok (Kang Sae-byeok)ot választja. Miközben mindannyian arra számítanak, hogy együtt kell dolgozniuk, elszörnyednek, mikor megmondják nekik, hogy egymás ellen kell játszaniuk - a vesztes pedig természetesen meghal. Valamennyi játékos kap 10 üveggolyót és 30 percet, és egy általuk szabadon választott játékban, erőszak nélkül, meg kell szerezniük a másiktól azokat. Szebjok (Sae-byeok) és a 240-es játékos szinte végig az életükről beszélgetnek; utóbbi szándékosan elveszíti a játékot, mert úgy véli, Szebjoknak (Sae-byeok-nak) több célja van az életben. Szangu (Sang-woo) átveri Alit és trükkösen megszerzi az üveggolyóit, kövekre cserélve azt, előidézve ezzel Ali halálát. Szong (Song) vesztésre áll a 001-es játékossal szemben, de aztán kihasználja az öregúr demenciáját és átverve őt előnybe kerül. Az utolsó percben a 001-es játékosnál még maradt egy üveggolyó, és ekkor felfedi, hogy mindvégig tudta, hogy átverik, de mivel bizalmas barátságot fogadtak egymással az epizód elején, engedi, hogy Szong (Song) nyerjen, még azon az áron is, hogy meghal. |                                               |                                  |                                  |                                                   |
| 7. | VIP-EK (VIPS)                                 | Hvang Donghjok (Hwang Donghyeok) | Hvang Donghjok (Hwang Donghyeok) | 2021. szeptember 17. 2021. december 9. (szinkron) |
| A 069-es játékos, aki elvesztette a feleségét az előző játékban, nem bírja tovább idegekkel és öngyilkos lesz. Külföldi VIP-vendégek érkeznek a helyszínre, hogy megszemléljék a következő játékot, a Frontember pedig a főnöke, a főszervező távollétében gondoskodik a szórakozásukról. A VIP-vendégek gazdag patrónusai a játéknak, tőlük származik a pénz. Dzsunhoval (Jun-ho-val), aki álruhában köztük jár, szexuálisan kikezd az egyik vendég, ő azonban megtámadja őt, majd a telefonjával rögzíti a vallomását, ezután egy búvárkészlet segítségével elhagyja a szigetet. Közben elindul az ötödik játék, amely nem más, mint átkelés egy üveghídon. A megmaradt 16 játékosnak az üveglapokon ugrálva kell a túloldalra jutniuk, ám míg egyes lapok edzett üvegből vannak, egyesek sima üvegből, és aki arra lép, az lezuhan és szörnyethal. Számokkal jelölik meg őket és sorban egymás után kell következniük. Mikor mindenki kiesik Dokszu (Deok-su) elől, ő nem hajlandó továbbmenni, holott a hátralévő idő is telik. Han Minjó (Han Mi-nyeo) válaszul megragadja őt, és bosszúból, amiért elárulta őt korábban, vele együtt leugrik a biztos halálba. Szangu (Sang-woo) előretaszítja a 017-es játékost, amikor az túl sokat hezitál, és végül a halála árán derül ki, melyik az utolsó lap, amire ugrani lehet. A játékban így már csak hárman maradtak: Szong (Song), Szangu (Sang-woo) és Kang Szebjok (Kang Sae-byeok). |                                               |                                  |                                  |                                                   |
| 8. | Frontember (프론트맨)                         | Hvang Donghjok (Hwang Donghyeok) | Hvang Donghjok (Hwang Donghyeok) | 2021. szeptember 17. 2021. december 9. (szinkron) |
| A három finalista részére a játék szervezői felajánlanak egy ízletes vacsorát, valamint egy váltás elegáns ruhát. Bár ezt nem mondja el a többieknek, de Szebjok (Sae-byeok) a legutolsó játékban súlyosan megsérült, mert megvágta a szétrepülő üvegszilánk, emiatt pedig szép lassan kivérzik. A vacsora után mindhárman kapnak egy-egy kést. Szong (Song) azt javasolja Szebjoknak (Sae-byeok-nak), hogy szövetkezzenek Szangu (Sang-woo) ellen, aki bármit megtenne ellenük, csak hogy nyerjen. Szebjok (Sae-byeok) ezt nem szeretné, de arra kéri Szongot (Songot), hogy bármelyikük is nyer, az gondoskodjon a másik szeretteiről. Még azt is megakadályozza, hogy Szong (Song) megölje Szangut (Sang-woo-t), azt mondva, hogy ő nem gyilkos. Szebjok (Sae-byeok) állapota gyorsan romlik, és amíg Szong (Song) segítségért megy, Szangu (Sang-woo) megöli a lányt. Eközben Dzsunho (Jun-ho) menekülőre fogja egy szigeten, de a Frontember és csapata a nyomában jár. Végül egy sziklaszirt szélén ér véget az üldözés: a Frontember leleplezi magát Dzsunho (Jun-ho) előtt, aki döbbenten veszi észre, hogy nem más ő, mint a régen eltűnt testvére. Mivel nem hajlandó vele menni és eltekinteni attól, hogy nyilvánosságra hozza az ügyet, a Frontember lelövi őt. |                                               |                                  |                                  |                                                   |
| 9. | Egy szerencsés nap (운수좋은날)               | Hvang Donghjok (Hwang Donghyeok) | Hvang Donghjok (Hwang Donghyeok) | 2021. szeptember 17. 2021. december 9. (szinkron) |
| Két játékos maradt végül, az utolsó játék pedig a címadó Kalmárfogó. A játék addig tart, míg valamelyik fél nem győz, vagy marad életben, hiszen most már bármi megengedett. Egy hosszú és brutális küzdelem végén Szong (Song) végül legyőzi Szangut (Sang-woo-t), de nem hajlandó a győztes mezőre lépni és befejezni a játékot. Helyette azt szeretné, ha a játék befejezéséről döntenének, de Szangu (Sang-woo) nyakonszúrja magát a késével. Haláltusája alatt csak azt kéri, hogy segítsen az anyján. Így Szong (Song) lesz a játék győztese, akit hazaszállítanak, s a pénzét is megkapja egy aranyszínű bankkártya formájában. Otthon döbbenten tapasztalja, hogy az anyja meghalt. Egy év elteltével kiderül, hogy Szong (Song) gyakorlatilag hozzá sem nyúlt a pénzhez, ugyanúgy kölcsönökből él, félig hajléktalan életmódot folytatva, az átélt traumák hatására. December végén egy kártyát kap, ami egy késő éjjeli találkára hívja egy felhőkarcolóba. Bár a kártya szövege alapján lehet sejteni, Szong (Song) döbbenten látja, hogy a 001-es játékos fekszik a helyiségben, haldokolva. Felfedi, hogy ő a játék főszervezője, amit részben azért talált ki, hogy a hozzá hasonlóan unatkozó milliárdosokat szórakoztassa, részben pedig azért, hogy lássa, van-e még emberség a világon. Emlékezteti Szongot (Songot) arra, hogy a játék kegyetlen volta ellenére önként tértek vissza, hogy tovább játszhassanak. Az összes játék az ő gyerekkori élményein alapult, és azért szállt be ő is a játékba, hogy nosztalgikusan újra átélje azokat. Miközben beszélgetnek, az utcán heverő részegre mutat: fogad Szonggal (Songgal), hogy éjfélig senki nem siet a halálra fagyó emberen. Mielőtt a 001-es játékos meghalna, látnia kell, hogy Szongnak (Songnak) van igaza, létezik még emberség, miután egy játókelő rendőri segítséget kér a részeg ellátásához. Ezután Szong (Song) elmegy és elhozza Szebjok (Sae-byeok) öccsét az árvaházból, akit Szangu (Sang-woo) anyjának gondjaira bíz, egy bőröndnyi pénz társaságában. Ezután levágatja a haját, vörösre festeti, és Los Angelesbe indul a kislányát meglátogatni. Útközben meglátja, hogy egy öltönyös férfi ugyanazt a játékot játssza egy férfival, mint amit vele is játszattak, mikor bekerült a játékba. A férfit már nem éri utol, de a másik illetőtől elveszi a kártyát, és a repülőre beszállás előtt felhívja a rajta látható számot. Követeli, hogy mondják meg, ki folytatja még mindig a játékot, de a Frontember azt mondja neki, hogy a saját érdekében szálljon fel a repülőre. Szong (Song) nem engedelmeskedik, hanem leszáll a gépről, azzal a szándékkal, hogy megállítja a játékot egyszer és mindenkorra. |                                               |                                  |                                  |                                                   |

### Második évad (2024)
| Sor. | Év. | Cím                              | Rendező                          | Író                              | Premier                               |
| --- | --- | -------------------------------- | -------------------------------- | -------------------------------- | ------------------------------------- |
| 10. | 1.  | Zsemle vagy sorsjegy (빵과 복권) | Hvang Donghjok (Hwang Donghyeok) | Hvang Donghjok (Hwang Donghyeok) | 2024. december 26. 2024. december 26. |
| Szong Gihun (Seong Gi-hun) úgy dönt, hogy elindul megkeresni a Frontembert, hogy megállítsa. Rájön, hogy nyomkövetőt kapott, ezért eltávolítja azt a füle mögül. Hvang Dzsunho (Hwang Jun-ho) túléli az előző évadban történt lezuhanását a sziklaszirtről. Két évvel később Szong egy megerősített hotelben él szerény körülmények között, és most a korábbi uzsorása, Kim is neki dolgozik - az embereivel keresteti Szöul-szerte a játékba embereket toborzó alakokat. Csoj Vuszok (Choi Woo-seok) meg is találja őt, és azt látja, hogy hajléktalan embereknek teszi fel a kérdést: kenyeret szeretnének inkább vagy lottósorsjegyet. A legtöbben az utóbbit választják, a férfi pedig a szemük láttára pusztítja el a kenyeret. Elrabolja Kimet és Vuszokot (Woo-seok-ot), és arra kényszeríti őket, hogy játsszanak egy orosz rulettel kombinált kő-papír-olló játékot, amibe Kim belehal. Dzsunho (Jun-ho) megtalálja Szongot (Song-ot), ahogy később a toborzó ember is. Ő elmondja, hogy valaha ő is benne volt a játékban, és mint őrnek, meg kellett ölnie a saját apját. Azonban egy cseppet sem érez megbánást, mert a játékosokat emberi söpredéknek tartja. Kihívja Szongot (Song-ot) is egy orosz rulettre, amit elveszít. |     |                                  |                                  |                                  |                                       |
| 11. | 2.  | Halloweenparti (할로윈 파티)     | Hvang Donghjok (Hwang Donghyeok) | Hvang Donghjok (Hwang Donghyeok) | 2024. december 26. 2024. december 26. |
| Szong (Song), Dzsunho (Jun-ho) és Vuszok (Woo-seok) a toborzó kabátján keresztül egy új nyomra lelnek: egy Halloween-bulira. Vuszok (Woo-seok) zsoldosokat toboroz, Szong (Song) nyomkövetőt rejt el magán, és elhatározzák, hogy így találják meg, hol van most a Frontember és hol zajlik a játék. Ezalatt Szong (Song) még mindig próbálja összehozni a Szangu (Sang.Woo) anyjánál elhelyezett gyermeket az észak-koreai szülőjével, valamint felhívja a saját lányát is, de nem szól bele a telefonba. A csapat bejut a buliba, ám ott az egyik rózsaszín ruhás őr bekíséri Szongot (Song-ot) egy limuzinba, a többiek pedig a nyomába erednek. Az autóban maga a Frontember szól hozzá, akinek eszében sincs befejezni a játékot. Miután a limuzint üldöző kocsikat egytől egyig kilőtték, Szong (Song) azt követeli, hogy hadd játszhasson újra. Kang Noul (Kang No-eul), egy észak-koreai dezertőr, aki szeretné a lányát is átcsempészni a határon, beszáll a játékba, mint őr. |     |                                  |                                  |                                  |                                       |
| 12. | 3.  | 001 (001)                        | Hvang Donghjok (Hwang Donghyeok) | Hvang Donghjok (Hwang Donghyeok) | 2024. december 26. 2024. december 26. |
| Szong (Song) a 455 másik játékossal együtt ébred a játéktéren. Rögtön be is jelentik, hogy megváltoztak a szabályok: ezután mindegyik játék után szavaznak majd, és ha a többség egyetért a távozással, akkor az összegyűlt pénzt szétosztják köztük. Dzsunho (Jun-ho) és csapata elveszítik Szong (Song) nyomát, miután eltávolítják a nyomkövetőjét. Szong (Song) felismeri a 390-es játékost, barátját, Dzsunbe-t (Jun-bae-t), és figyelmezteti, hogy maradjon a közelében. Az első játék újra a "Piros lámpa, zöld lámpa" - Szong (Song) figyelmezteti a többieket, hogy halálos veszélyben vannak, de sokan nem hisznek neki. A végül kitörő káoszban azért szerencsére nem halnak meg annyian, mint korábban. A 230-as játékos, a Thanos névre hallgató rapper drogok hatása alatt áll és szándékosan lökdösni kezdi az embereket, hogy meghaljanak. Szong (Song) és a 120-as játékos, Cso Hjancsu (Cho Hyun-ju) megpróbálnak megmenteni egy nem halálosan sérült játékost, akit Kang hidegvérrel megöl. A játék végén Szong (Song) felfedi mindenki előtt, hogy ő már játszott korábban, és ő volt a nyertes, és azt kéri, hogy szavazzanak a befejezésre. Azok a játékosok, akik a folytatásra szavaznak, O-val, akik a befejezésre, X-szel kerülnek megjelölésre. A Frontember, aki magát a 001-es játékosnak álcázza, a folytatásra szavaz. |     |                                  |                                  |                                  |                                       |
| 13. | 4.  | Hat láb (여섯 개의 다리)         | Hvang Donghjok (Hwang Donghyeok) | Hvang Donghjok (Hwang Donghyeok) | 2024. december 26. 2024. december 26. |
| A magát 001-es játékosnak kiadó Frontember Szong (Song) bizalmába férkőzik egy részigazságokat tartalmazó történettel arról, hogy miként került a játékba. A 333-as játékost (Jungit (Myung-git)) megtámadja Thanos és a 124-es játékos (Namgyu (Nam-gyu)), a 001-es állítja meg őket. A 222-es játékos (Kim Dzsunji (Kim Jun-hee)) felfedezi, hogy a terhes exbarátnője is a játékban van. Közben egy csapat őr nekilát, hogy a bevált módon értékesítsék a halottak szerveit a feketepiacon. Kangnak ez egyáltalán nem tetszik és szabotálni próbál. Dzsunho (Jun-ho) hiába kér segítséget a rendőrségtől. Szong (Song) meglepetésére a második játék eltér a korábbitól: ezúttal ötfős csapatoknak kell összekötözött lábbal egy ötpróbát kiállniuk, melyben öt különböző koreai gyerekjátékot kell teljesíteniük öt perc alatt. |     |                                  |                                  |                                  |                                       |
| 14. | 5.  | Még egy kör (한 판 더)           | Hvang Donghjok (Hwang Donghyeok) | Hvang Donghjok (Hwang Donghyeok) | 2024. december 26. 2024. december 26. |
| Hjancsu (Hyun-ju) csapata remek összefogással teljesíti a játékot, ami másokai is inspirál. Szong (Song) egy csapatba kerül Dzsongbével (Jung-bae-vel), Dzsunhival (Jun-hee-val), a 001-es és a 388-as játékossal (Kang Geo (Kang Dae-ho)). Sikerrel veszik az akadályokat, majd a játék után felfedik egymás előtt valódi neveiket. A 001-es álnéven, mint O Jongil (Oh Young-il) mutatkozik be. Kangot megtámadja két őr, akik figyelmeztetik, hogy ne avatkozzon bele a szervkereskedelembe. A következő szavazáson a 001-es játékos meggyőzi a többieket, hogy szavazzanak a játék abbahagyására, mire azonban többen ellenállásba kezdenek, mondván a nyeremény túl kevés.Cso Hjancsu (Cho Hyun-ju) megvallja Dzsongbének (Jung-bae-nek), hogy egyre kevésbé hiszi, hogy meg lehet menteni a versenyzőket. Eközben Dzsunho (Jun-ho) és Vuszok (Woo-seok) tovább keresik a szigetet. Bejelentik a harmadik játékot: a játékosoknak különféle szobákba kell beszaladniuk, pontosan akkor és annyian, amikor és amekkora számot bemondanak. |     |                                  |                                  |                                  |                                       |
| 15. | 6.  | O X (O X)                        | Hvang Donghjok (Hwang Donghyeok) | Hvang Donghjok (Hwang Donghyeok) | 2024. december 26. 2024. december 26. |
| A harmadik játék hatalmas feszültséget okoz a játékosok között, miután aki kimarad bármelyik szobából, az éppúgy meghal, mint abban a szobában mindenki, ahol nem pontosan az előírt számú játékos tartózkodik. Dzsongbe (Jung-bae) végignézi, ahogy a 001-es játékos hidegvérrel megöl valakit csak azért, mert vele eggyel többen lennének. A játékot követően Szong (Song) és a 001-es játékos összevesznek azon, hogy vajon a jövőben is le kell-e beszélni bárkit a folytatásról, és végül arra jutnak, hogy nem. Az újabb szavazáskor a 125-ös játékos, akit Thanosék tartanak a markukban, X-szel szavaz, így a 001-es játékosra marad a döntés: az ő szavazatával egyenlőség alakul ki. A következő szavazásig egy nap gondolkodási időt biztosítanak. A fürdőben Thanosék arra kényszerítik a 125-ös játékost (Park Minszu (Park Min-su)), hogy változtassa meg a szavazatát O-ra, de többen, akik X-szel szavaztak, a védelmére kelnek. Verekedés tör ki, Thanos fojtogatni kezdi Jongit (Mjung-git), aki védekezésképp torkonszúrja Thanost egy fém villával, megölve ezzel őt. Dzsunho (Jun-ho) csapata úgy hiszi, megtalálta a játékhoz vezető bejáratot, ám kiderül, hogy ez egy csapda, és a robbanásban meghal az egyik zsoldos. |     |                                  |                                  |                                  |                                       |
| 16. | 7.  | Barát vagy ellenség (친구와 적)  | Hvang Donghjok (Hwang Donghyeok) | Hvang Donghjok (Hwang Donghyeok) | 2024. december 26. 2024. december 26. |
| Kiderül, hogy Park kapitány Dzsunho (Jun-ho) csapatában kettős ügynök, aki szabotálta a drónjukat és megölte a pilótáját. A fürdőszobai összecsapás után a játékosok rájönnek arra, hogy megölhetik egymást is, ha növelni akarják az alapnyereményt, illetve ha ki akarják iktatni az ellentábor szavazóit. Szong (Song) úgy véli, hogy azok, akik folytatni akarják a játékot, meg fogják őket támadni, de meggyőzi az X-szel szavazók egy részét, hogy ne támadjanak vissza, mert az őrök az igazi ellenség. A támadáskor a csapata a háttérbe húzódik, miközben rengetegen meghalnak. Csak akkor bújnak elő, amikor megérkeznek a fegyveres őrök. Egy kivételével mindegyikkel végeznek és megszerzik a fegyvereiket - a túlélőtől pedig azt követelik, hogy vigye el őket a vezérlőbe. Útközben többen rájuk támadnak, és amikor elfogy a lőszerük, a lázadás vesztésre kezd állni. Geho (Dae-ho), akinek az lenne a feladata, hogy hozzon még lőszert, sokkot kap és nem tud visszatérni. A 001-es játékos váratlanul elárulja őket: megöl két játékost, majd holtnak tetteti magát, miközben több, magát megadó játékossal is végeznek. Dzsongbe (Jung-bae) és Szong (Song) is fogságba esnek, majd a 001-es játékos, immár Frontembernek öltözve hidegvérrel kivégzi Dzsongbét (Jung-bae-t).                                                  |     |                                  |                                  |                                  |                                       |

### Harmadik évad (2025)
| Sor. | Év. | Cím                                 | Rendező        | Író            | Premier          |
| ---- | --- | ----------------------------------- | -------------- | -------------- | ---------------- |
| 17.  | 1.  | Kulcsok és kések (열쇠와 칼)        | Hvang Donghjok | Hvang Donghjok | 2025. június 27. |
| 18.  | 2.  | Csillagos éj (별이 빛나는 별이)     | Hvang Donghjok | Hvang Donghjok | 2025. június 27. |
| 19.  | 3.  | Nem a te hibád (당신의 탓이 아니다) | Hvang Donghjok | Hvang Donghjok | 2025. június 27. |
| 20.  | 4.  | 222 (222)                           | Hvang Donghjok | Hvang Donghjok | 2025. június 27. |
| 21.  | 5.  | ○△□ (○△□)                           | Hvang Donghjok | Hvang Donghjok | 2025. június 27. |
| 22.  | 6.  | Emberek (사람은...)                 | Hvang Donghjok | Hvang Donghjok | 2025. június 27. |

## Gyártás
A Netflix 2019-ben jelentette be a sorozatot Round Six munkacímmel. A rendező és forgatókönyvíró Hvang Donghjok (Hwang Donghyeok) úgy nyilatkozott, olyan történetet akart írni, mely a modern kapitalista társadalom allegóriája, ahol az életért extrém küzdelem folyik. Ugyanakkor hétköznapi emberekkel akarta mindezt bemutatni. Az első két epizód megírása hat hónapig tartott. A sorozat zenéjét a Budapest Scoring együttes vette fel Budapesten.

## Fogadtatás

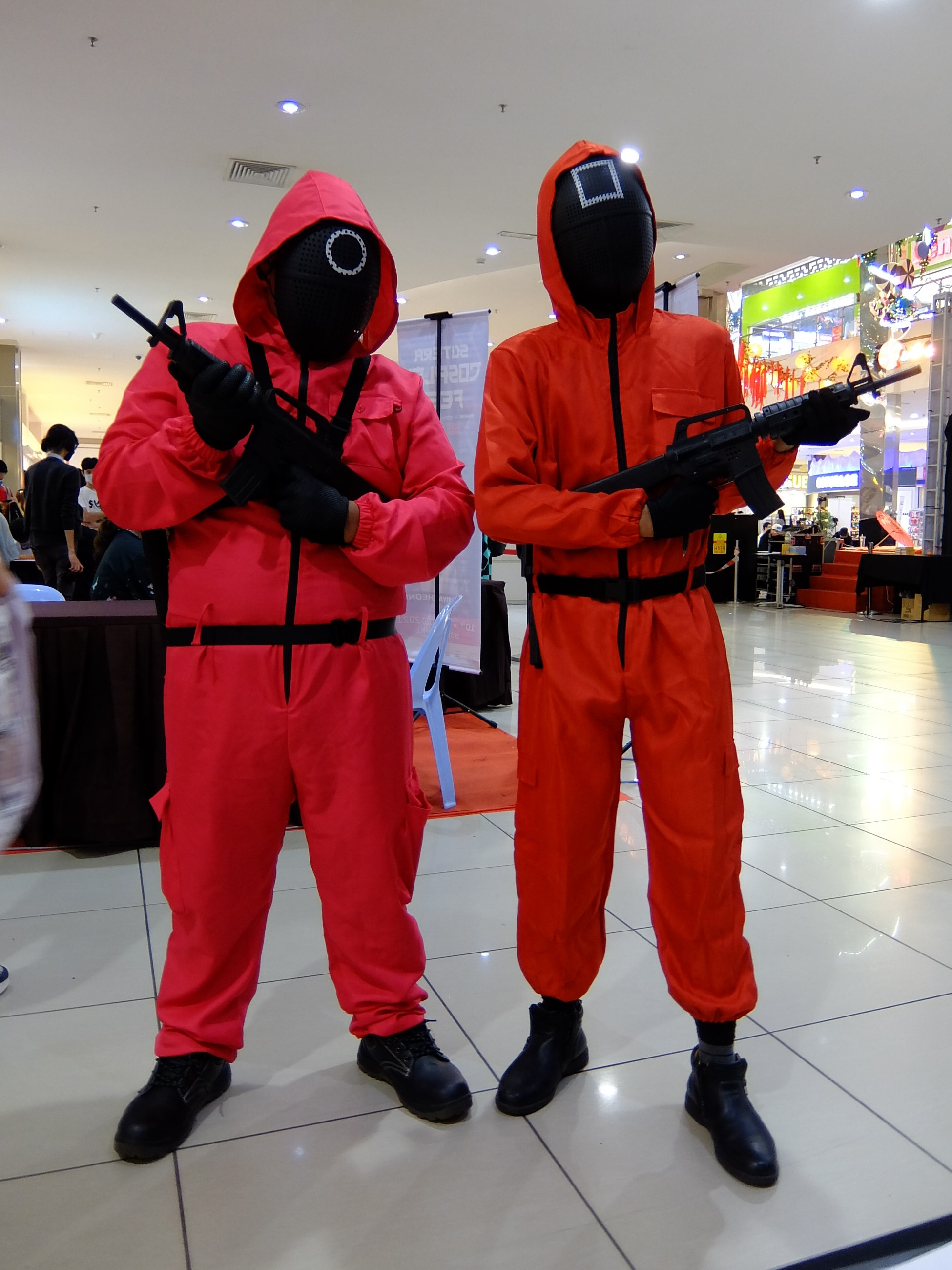
Maszkos őröket cosplayelők egy fesztiválon

A Nyerd meg az életed az első koreai sorozat lett, melynek sikerült a Netflix heti tízes toplistáját vezetni globálisan, beleértve az Egyesült Államokat is.
A Rotten Tomatoes hét kritikus véleménye alapján 100%-osra ítélte a sorozatot.
A Sorozatjunkie kritikusának alapvetően tetszett az alkotás, de nem volt elégedett a végkifejlettel: „Összességében [...] egy izgalmas, látványos és könnyen darálható sorozat a Nyerd meg az életed, egy hatalmas „DE”-vel minden kifejtett pozitívuma ellenére.” Vízer Balázs a PORT.hu-nak írt kritikájában úgy vélte, a sorozat „ezerszer menőbb és okosabb”, mint a legtöbb hasonló túlélőfilm. Dicséri a díszleteket, a kosztümöket, a szereplők kidolgozottságát, hús-vér voltát és az amúgy ismert koncepció minőségi kivitelezését.
A sorozatot kritizálták a 2014-es As the Gods Will című japán filmhez való hasonlósága miatt, mely az azonos című mangán alapszik és gyerekjátékok veszélyes verziói szerepelnek benne. A rendező a vádakra úgy reagált, hogy a forgatókönyvet már 2008-ban elkezdte írni, a filmhez való hasonlóságról pedig csak forgatás közben értesült, így a hasonlóságok pusztán véletlenek. Azt elismerte, hogy inspirálták az olyan mangák, mint a Battle Royale és a Liar Game.

## Díjak és elismerések
| Év   | Díj                               | Kategória                                                       | Jelölt | Eredmény | Hiv.          |
| ---- | --------------------------------- | --------------------------------------------------------------- | --- | -------- | ------------- |
| 2021 | Gotham Awards                     | Átütő televíziós sorozat (hosszú formátumú)                     | Nyerd meg az életed Kim Dzsijon, Hvang Donghjok (Kim Jiyeon, Hwang Donghyeok) | Elnyerte | [ 32 ] [ 33 ] |
| 2021 | Gotham Awards                     | Kiemelkedő alakítás új sorozatban                               | I Dzsongdzse (Lee Jung-jae) | Jelölve  | [ 32 ] [ 33 ] |
| 2021 | Hollywood Music in Media Awards   | Filmzene (televíziós műsor/limitált sorozat)                    | Csong Dzseil (Jung Jae-il) Nyerd meg az életed | Elnyerte | [ 34 ]        |
| 2021 | People’s Choice Awards            | Az év darálásra legalkamasabb műsora                            | Nyerd meg az életed | Elnyerte | [ 35 ] [ 36 ] |
| 2021 | Rose d’Or                         | Drámaműsor                                                      | Nyerd meg az életed | Jelölve  | [ 37 ]        |
| 2021 | Critics’ Choice Television Awards | Legjobb drámasorozat                                            | Nyerd meg az életed | Jelölve  | [ 38 ]        |
| 2021 | Critics’ Choice Television Awards | Legjobb színész drámasorozatban                                 | I Dzsongdzse (Lee Jung-jae) | Elnyerte | [ 38 ]        |
| 2021 | Critics’ Choice Television Awards | Legjobb idegennyelvű sorozat                                    | Nyerd meg az életed | Elnyerte | [ 38 ]        |
| 2021 | AFI Awards                        | Különdíj                                                        | Nyerd meg az életed | Elnyerte | [ 39 ]        |
| 2021 | Golden Globes                     | Legjobb televíziós színész (dráma)                              | I Dzsongdzse (Lee Jeong-jae) | Jelölve  | [ 10 ] [ 40 ] |
| 2021 | Golden Globes                     | Legjobb televíziós sorozat (dráma)                              | Nyerd meg az életed | Jelölve  | [ 10 ] [ 40 ] |
| 2021 | Golden Globes                     | Legjobb televíziós férfi mellékszereplő                         | O Jongszu (O Yeong-su) | Elnyerte | [ 10 ] [ 40 ] |
| 2021 | Screen Actors Guild-díj           | Legjobb szereplőgárda (drámasorozat)                            | I Dzsongdzse (Lee Jeong-jae), Pak Heszu (Park Hae-su), Ü Hadzsun (Wi Ha-joon), Csong Hojon (Jeong Hoyeon), Anupam Tripathi, Ho Szongthe (Heo Seong-tae), O Jongszu (O Yeong-su) és Kim Dzsurjong (Kim Jo-ryoung)                                                                                | Jelölve  | [ 41 ]        |
| 2021 | Screen Actors Guild-díj           | Legjobb színész (drámasorozat)                                  | I Dzsongdzse (Lee Jeong-jae) | Elnyerte | [ 41 ]        |
| 2021 | Screen Actors Guild-díj           | Legjobb színésznő (drámasorozat)                                | Csong Hojon (Jeong Hoyeon) | Elnyerte | [ 41 ]        |
| 2021 | Screen Actors Guild-díj           | Legjobb kaszkadőrgárda (televíziós sorozat)                     | Nyerd meg az életed | Elnyerte | [ 41 ]        |
| 2022 | Primetime Emmy-díj                | Legjobb drámasorozat                                            | Kim Dzsijon, Hvang Donghjok | Jelölve  | [ 42 ]        |
| 2022 | Primetime Emmy-díj                | Legjobb férfi főszereplő (drámasorozat)                         | I Dzsongdzse | Elnyerte | [ 42 ]        |
| 2022 | Primetime Emmy-díj                | Legjobb férfi mellékszereplő (drámasorozat)                     | Pak Heszu | Jelölve  | [ 42 ]        |
| 2022 | Primetime Emmy-díj                | Legjobb férfi mellékszereplő (drámasorozat)                     | O Jongszu | Jelölve  | [ 42 ]        |
| 2022 | Primetime Emmy-díj                | Legjobb női mellékszereplő (drámasorozat)                       | Csong Hojon | Jelölve  | [ 42 ]        |
| 2022 | Primetime Emmy-díj                | Legjobb rendező (drámasorozat)                                  | Hvang Donghjok (epizód: Piros lámpa, zöld lámpa (Mugunghwa kkoch-i pideon nal) | Elnyerte | [ 42 ]        |
| 2022 | Primetime Emmy-díj                | Legjobb forgatókönyv (drámasorozat)                             | Hvang Donghjok (epizód: Egy szerencsés nap (Unsu joeun nal) | Jelölve  | [ 42 ]        |
| 2022 | Primetime Emmy-díj                | Legjobb vendégszínésznő (drámasorozat)                          | I Jumi (Lee Yoo-mi) (epizód: Kkanbu (Gganbu) | Elnyerte | [ 42 ]        |
| 2022 | Primetime Emmy-díj                | Legjobb díszlet elbeszélő kortárs műsorban (egy órás vagy több) | Cshe Gjongszun (Chae Kyoung-sun), Kim Endzsi (Gim En-jee) és Kim Dzsonggun (Kim Jeong-gun) (epizód: Kkanbu (Gganbu) | Elnyerte | [ 42 ]        |
| 2022 | Primetime Emmy-díj                | Legjobb cinematográfia (egykamerás sorozat, egy órás)           | I Hjongdok (Lee Hyung-deok) (epizód: Ne tágíts a csapat mellől) | Jelölve  | [ 42 ]        |
| 2022 | Primetime Emmy-díj                | Legjobb egykamerás képvágás (drámasorozat)                      | Nam Najong (Nam Na-young) (epizód: Kkanbu (Gganbu) | Jelölve  | [ 42 ]        |
| 2022 | Primetime Emmy-díj                | Legjobb eredeti főcímzene                                       | Csong Dzseil (Jung Jae-il) | Jelölve  | [ 42 ]        |
| 2022 | Primetime Emmy-díj                | Legjobb különleges, vizuális effektek (egy epizód)              | Csong Dzsehun (Cheong Jai-hoon), Kang Mundzsong (Kang Moon-jung), Kim Hjedzsin (Kim Hye-jin), Cso Hjondzsin (Jo Hyun-jin), Kim Szongcshol (Kim Seong-chul), I Dzsebom (Lee Jae-bum), Sin Minszu (Shin Min-soo), Szok Csongjon (Seok Jong-yeon) és Cson Szongman (Jun Sung-man) (epizód: VIP-EK) | Elnyerte | [ 42 ]        |
| 2022 | Primetime Emmy-díj                | Legjobb kaszkadőri teljesítmény                                 | Im Thehun (Lim Tae-hoon), Sim Szangmin (Shim Sang-min), Kim Cshai (Kim Cha-i) és I Thejong (Lee Tae-young) (epizód: Ne tágíts a csapat mellől) | Elnyerte | [ 42 ]        |
| 2025 | Critics Choice Awards             | Legjobb idegen nyelvű sorozat                                   | Nyerd meg az életed 2. | Elnyerte | [ 43 ]        |
| 2025 | Golden Globe-díj                  | Legjobb drámasorozat                                            | Nyerd meg az életed 2. | Jelölve  |               |

## Fordítás
- Ez a szócikk részben vagy egészben  a   Squid Game című angol Wikipédia-szócikk fordításán alapul.  Az eredeti cikk szerkesztőit annak laptörténete sorolja fel. Ez a jelzés csupán a megfogalmazás eredetét és a szerzői jogokat jelzi, nem szolgál a cikkben szereplő információk forrásmegjelöléseként.